# Bayyinah Bello
Bayyinah Bello (née en 1948) est une historienne spécialisée dans l'histoire haïtienne et panafricaine. Elle est également une enseignante, une écrivaine et une travailleuse humanitaire qui, au début de sa carrière, a passé 15 ans à vivre et à voyager en Afrique de l'Ouest, dont quatre ans au Nigeria, ainsi qu'au Bénin, au Togo, et dans d'autres pays. dans la région.
Maintenant basé à Port-au-Prince, Bello est le fondateur d'une organisation de recherche historique appelée Fondation Marie-Claire Heureuse Félicité Bonheur Dessalines, populairement connue sous le nom de Fondasyon Félicité (FF), du nom de Marie-Claire Heureuse Félicité Bonheur Dessalines l'épouse impératrice. d'Haïti et épouse du leader révolutionnaire d'Haïti Jean-Jacques Dessalines,. Au lendemain du tremblement de terre de 2010 en Haïti, l'association à but non lucratif Les Amis de la Fondation Félicité a été créée pour soutenir directement FF, en se concentrant sur la reconstruction du pays. Elle est également professeur d'histoire à l'Université d'État d'Haïti.

## Biographie
Bayyinah Bello est née à Port-au-Prince, Haïti. Après avoir terminé ses études primaires en Haïti, elle part à l'âge de 12 ans rejoindre son père au Libéria. Elle a ensuite étudié en France et aux États-Unis, retournant sur le continent africain pour étudier au Nigeria, où elle a obtenu une maîtrise en linguistique, entre autres qualifications. En 1969, elle retourne aux États-Unis, où elle travaille comme publiciste et enseigne le français le soir, et après la naissance de son premier enfant, Hashim, en 1970, elle écrit sa première histoire pour enfants. Elle a ensuite eu trois autres enfants, deux autres fils - Siddiq et l'expert en préparation de tests Akil - et sa fille Ameerah Bello. De retour en Haïti, Bayyinah Bello a enseigné à l'université et a également fondé une école bilingue, Citadel International School. Elle a ensuite enseigné l'anglais et l'arabe au Togo.
En 1999, elle a décidé de créer une organisation dédiée au travail humanitaire, social et éducatif pour aider le peuple haïtien. Elle fut nommée Fondation Marie-Claire Heureuse Félicité Bonheur Dessalines, généralement abrégée en Fondation Félicité (FF), en l'honneur de l'épouse de Jean-Jacques Dessalines, qui fut d'abord esclave, apprit à lire et à écrire, puis commença à enseigner, à travailler pour la libération du pays, et a finalement vécu jusqu'à 100 ans. Peu de temps après le tremblement de terre de 2010 en Haïti, les Amis de la Fondation Félicité ont été créés, une organisation à but non lucratif associée qui aide les Haïtiens à reconstruire leur propre pays et collecte des fonds pour des projets locaux sur l'île.
En avril 2014, le professeur Bello était l'une des 10 lauréates du Gala des Femmes en Flammes qui célébrait les femmes haïtiennes « dont la vie et le travail professionnel ont ouvert la voie à une meilleure Haïti ». En tant qu'historienne de premier plan, elle donne régulièrement des conférences et participe à des conférences internationales, s'exprimant sur des sujets haïtiens,,, y compris un discours d'ouverture à Brooklyn, New York, à la Stanley Eugene Clark Elementary School pour un mois de l'histoire des femmes. célébration en mars 2015.

## Œuvres
- Jean-Jacques Dessalines : 21 PWENKONNEN SOU LAVI LI, paru en 2020[13].